# Lemah Putih
Lemah Putih is een bestuurslaag in het regentschap Majalengka van de provincie West-Java, Indonesië. Lemah Putih telt 6042 inwoners (volkstelling 2010).